# Филип Јанковић (фудбалер)
 Филип Јанковић  (Београд, 17. јануар 1995) бивши је српски фудбалер.

## Клупска каријера
Јанковић је дебитовао за први тим Црвене звезде 4. августа 2011. у трећем колу квалификација за УЕФА лигу Европе у победи 7:0 над летонским Вентспилсом. Тада је имао 16 година, 6 месеци и 18 дана чиме је постао најмлађи фудбалер који је играо у европским куповима и други најмлађи фудбалер који је играо било какву утакмицу у историји Црвене звезде. Поред овога, за Црвену звезду је наступио на још две утакмице. На отварању такмичарске 2011/12. у Суперлиги Србије, у поразу 2:0 на гостовању Спартаку у Суботици, Јанковић је ушао на терен у 74. минуту уместо Дарка Лазовића. Свој трећи, а уједно и последњи наступ у Звездином дресу, забележио је 23. новембра 2011. у победи 4:0 над Смедеревом у четвртфиналу Купу Србије.
У јуну 2013. потписао је петогодишњи уговор са италијанским прволигашем Пармом. За Парму није дебитовао већ је углавном наступао за млади тим. У наредној 2014/15. сезони прослеђен је на позајмицу у Катанију, где је забележио осам наступа у Серији Б. Каријеру је затим наставио у Словенији, у тамошњој Првој лиги, где је кратко био играч Домжала а затим је прешао у Радомље где је добио већу минутажу. Био је затим у Шпанији, где је био члан Екстрамадуре и Кордобе Б, а затим се вратио у Словенију и играо за Триглав Крањ и Илирију.
Током првог дела сезоне 2022/23. био је играч црногорског друголигаша Подгорице. У јануару 2023. потписао је за Лакташе, члана Прве лиге Републике Српске. У мају 2024. објављено је да завршава играчку каријеру.

## Репрезентација
Јанковић је са репрезентацијом Србије до 20 година освојио Светско првенство 2015. на Новом Зеланду. На овом првенству је наступио само у осмини финала са Мађарском, док је осталих шест мечева гледао са клупе за резервне играче.